# Statické lano

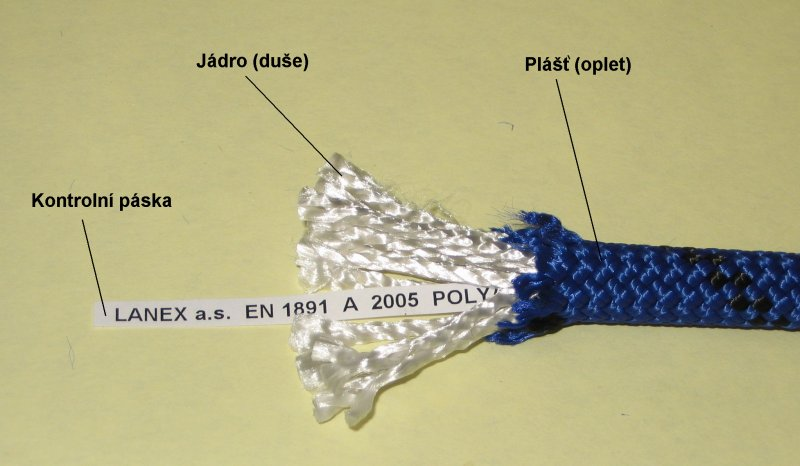
Statické lano

Statické lano je běžné označení pro nízkoprůtažné lano, patřící do kategorie textilních lan používaných v lezectví. Oproti horolezeckým (dynamickým) lanům se lana statická vyznačují sníženou průtažností, která je vyžadována pro práce ve výškách na laně, v záchranářství a ve speleoalpinismu.
Lana jsou označována podle ČSN EN 1891 jako „Nízkoprůtažná lana s opláštěným jádrem“. Podle této normy se dělí na dva typy. Lano typu A má požadovanou minimální pevnost 22 kN a je určeno pro činnosti ve výškách a nad volnou hloubkou, pro záchranu, speleologii a podobné činnosti. Lano typu B má nižší parametry, např. jeho minimální pevnost je 18 kN. Lana typu B jsou většinou menších průměrů, vyžadují větší péči při užívání a jejich uplatnění je hlavně tam, kde je hmotnost lana limitující (např. expediční činnost).
Nízkoprůtažná lana se vyrábějí v průměrech od 8,5 mm do 16 mm hlavně z polyamidu, polyesteru aromatického polyamidu (kevlar), orientovaného polyetylénu a vectranu. Důležitým požadavkem normy je, že se musí vyrábět z materiálu, který má bod tání větší než 195 °C, takže pro jejich výrobu nelze použít polyethylen a polypropylen, které tento požadavek nesplňují.
Z hlediska dynamického výkonu jsou lana zkoušena v délce zkušebního vzorku 2 m, pádový faktor f=1 a hmotnost zkušebního břemene je u lana typu A 100 kg a u lana typu B 80 kg. Lano musí bez přetržení snést 5 zkušebních pádů.
Důležitým parametrem lana je jeho průtažnost - např. u lana typů A při aplikaci zkušební hmoty 150 kg (předchozí předpětí 50 kg) nesmí prodloužení překročit hodnotu 5 %.
Norma definuje i posuv pláště lana vůči jeho jádru, uzlovatelnost (flexibilnost) a další parametry.
Uvnitř lana je kontrolní páska probíhající celou délkou lana, udávající označení výrobce, typ lana a číslo normy, rok výroby číslicí a materiál, ze kterého je lano vyrobeno. Tyto údaje jsou v maximální vzdálenosti od sebe 1 m a jsou důležité pro kontrolu.